# Ações na Justiça Federal da Operação Lava Jato
As ações na Justiça Federal da Operação Lava Jato visam empresas e pessoas investigadas e denunciadas pelo Ministério Público Federal, pessoas estas que não possuem foro especial por prerrogativa de função.

## Empreiteiras

### Bloqueio de bens
Em 14 de maio de 2014, a Justiça determinou o bloqueio de 241,54 milhões de reais da construtora Camargo Corrêa e da Sanko Sider, e 302,56 milhões de reais da Galvão Engenharia. Em 15 de maio de 2015, o Ministério Público Federal obteve o bloqueio de 282,49 milhões de reais em bens da OAS e seus diretores. O bloqueio dos valores das empresas foi através de cautelar em paralelo a ação civil pública por improbidade administrativa ajuizada pelo MPF.
Em janeiro de 2015, a Justiça Federal de Curitiba determinou o bloqueio de bens em 118,8 milhões de reais de três empresas dezesseis pessoas envolvidas no esquema.  Entre os que tiveram os bens bloqueados estão o ex-diretor de Serviços da Petrobras Renato Duque, o então vice-presidente da Engevix Gerson Almada e o lobista Fernando Soares. Em abril, a Justiça determinou o bloqueio de 153 milhões de reais da construtora Engevix. De acordo com as investigações, Gerson Almada, vice-presidente da empresa, desviou de 1 a 3 por cento dos contratos da Engevix com a Petrobras para garantir o pagamento das propinas ao ex-diretor de Abastecimento Paulo Roberto Costa. No mesmo mês, a Justiça determinou o bloqueio de 9,5 milhões das contas de Eduardo Cunha na Suíça. No mês seguinte, a Justiça determinou o bloqueio de 137,5 milhões de reais da construtora Mendes Júnior e dos executivos da construtora para garantir ressarcimento de dinheiro desviado da Petrobras. O  bloqueio atingiu os bens da Mendes Júnior Participações S/A, da Mendes Júnior Trading e Engenharia S/A, do ex-vice-presidente, Sergio Cunha Mendes, do ex-vice-presidente corporativo Ângelo Alves Mendes e de Rogério Cunha de Oliveira, Alberto Elísio Vilaça Gomes e José Humberto Cruvinel Resende.

### Ação civil pública
Em 20 de fevereiro de 2015, o MPF ajuizou ação civil pública pelos atos de improbidade administrativa contra as empreiteiras Camargo Corrêa, OAS, Engevix, Galvão Engenharia, Mendes Júnior e Sanko Sider acusadas de cartel na Petrobras sejam condenadas a pagar 4,47 bilhões de reais.

## Pessoas

### Bloqueio de bens
No dia 28 de julho de 2015, a Justiça determinou o bloqueio de 60 milhões de reais dos presos na 16ª fase da operação, sendo 20 milhões de reais do presidente licenciado da Eletronuclear, Othon Luiz Pinheiro da Silva e 20 milhões de reais do executivo da empreiteira Andrade Gutierrez, Flávio David Barra.  Os outros 20 milhões de reais bloqueados são da Aratec Engenharia Consultoria & Representações Ltda, que pertencente a Othon Luiz.
Em fevereiro de 2016, a Justiça Federal de Curitiba determinou o bloqueio das contas pessoais e das empresas do publicitário João Santana e de sua mulher, Mônica Moura. Em junho 2016, a Justiça determinou o bloqueio de até 220 milhões de Eduardo Cunha. Em agosto do mesmo ano, o Tribunal de Contas da União (TCU) comunicou ao juiz Sérgio Moro, o bloqueio de bens do ex-presidente da Petrobras, José Sérgio Gabrielli, do ex-diretor Renato Duque e das empreiteiras OAS e Odebrecht (atual Novonor). A Corte ordenou a disponibilidade de 2,1 bilhões de reais para assegurar ressarcimento dos prejuízos da Refinaria Abreu e Lima, em Pernambuco, causados pelo esquema de cartel, corrupção e superfaturamento investigado na operação. Em novembro, a Justiça Federal de Curitiba determinou o bloqueio dos bens das mesmas empreiteiras.  De acordo com a decisão, as construtoras deverão depositar mensalmente em juízo 3 por cento do faturamento, referente ao percentual de propina que teria sido cobrada em contratos da Petrobras.
No dia 28 de novembro de 2016, a Justiça Federal do Rio determinou o bloqueio de bens imóveis de Adriana Ancelmo, mulher do ex-governador do Rio, Sérgio Cabral, e do escritório de advocacia Ancelmo Advogados, de propriedade dela.

### Improbidade administrativa
Em 12 de março de 2016, a força-tarefa da Operação Lava Jato ajuizou ação de improbidade administrativa contra os ex-diretores da Petrobras Renato Duque e Paulo Roberto Costa, o ex-gerente executivo Pedro Barusco e o ex-funcionário Celso Araripe Oliveira, as empresas Odebrecht (atual Novonor) e a Construtora Norberto Odebrecht (atual OEC) e contra os executivos Marcelo Odebrecht, Marcio Faria da Silva, Rogério Araújo, Cesar Rocha e Paulo Sérgio Boghossian. De acordo com a Procuradoria, esta é a sexta ação de improbidade administrativa no âmbito da Operação Lava Jato. Na ação o MPF pede que os réus sejam condenados a pagar uma quantia superior a 7 bilhões de reais, totalizando 7 288 289 786,40. Neste valor incluem-se o ressarcimento em 520 592 127,60, equivalente ao total de propina paga em razão dos contratos, o pagamento de multa civil no total de 1 561 776 382,80 e o pagamento de danos morais coletivos em montante não inferior a 5 205 921 276,00.  Além disso, pede-se que os réus sejam proibidos de contratar com o poder público e de receber benefícios ou incentivos fiscais. A ação tem por base evidências de que as empresas do Grupo Odebrecht (atual Novonor), individualmente ou por intermédio de consórcios, pagaram propinas para serem favorecidas em licitações na execução das obras de “ISBL da Carteira de Gasolina e UGHE HDT de instáveis da Carteira de Coque” da Refinaria Getúlio Vargas (REPAR), localizada no município de Araucária, Paraná, na implantação de UHDTs e UGHs no âmbito da Refinaria Abreu e Lima (RNEST), no estado de Pernambuco, na implantação das UDAs no âmbito da RNEST, nos serviços de terraplanagem para a RNEST, no Complexo Petroquímico do Rio de Janeiro (COMPERJ), nas obras referentes à terraplanagem do COMPERJ, na realização das obras da UPCGN II, para o Terminal de Cabiúnas, no Rio de Janeiro, na realização das obras referentes à instalação do UPCGN III, para o Terminal de Cabiúnas, na realização de obras da Tocha (Ground Flare) do Terminal de Cabiúnas, na execução de obras do gasoduto GASDUC III, no Rio de Janeiro, nas obras referentes às plataformas P-59 e P-60 e nas obras relativas ao prédio administrativo de Vitória, ES.
Em 13 de junho de 2016, o MPF protocolou ação civil pública por ato de improbidade administrativa contra Eduardo Cunha. Também foram alvos da ação a mulher do deputado, Cláudia Cruz, o ex-diretor da Petrobras Jorge Zelada, o operador João Augusto Rezende Henriques, e o empresário português Idalécio Oliveira, proprietário da Companie Beninoise des Hydrocarbures Sarl (CBH).

## Partidos

### Improbidade administrativa
Em 30 de março de 2017, o MPF ajuizou uma ação civil pública por improbidade administrativa contra o Partido Progressista (PP) por desvios ocorridos na Petrobras, sendo a primeira contra um partido na Operação Lava Jato. Além do PP, são citados na ação um ex-assessor parlamentar e dez políticos, sendo quatro ex-deputados e seis parlamentares com mandato. Os políticos recebiam entre 30 e 300 mil reais de mesada. O MPF ainda pediu o total de pede o ressarcimento de 2 303 182 588,00 equivalentes à propina paga ao partido, além de multa e danos morais coletivos. Entre as consequências da ação para os políticos, caso sejam condenados, está a perda do cargo, suspensão de direitos políticos, perda da aposentadoria especial e devolução do dinheiro fruto de irregularidades.
Em abril de 2017, a justiça bloqueou 9,8 milhões de reais do partido e outros 466 milhões de reais de políticos da legenda.